# Münchner Frauenchor
Der Münchner Frauenchor wird seit 1989 von Katrin Wende-Ehmer geleitet. Neben Konzerten in Bayern und über die Landesgrenzen hinaus nimmt der Münchner Frauenchor, der Mitglied im Bayerischen Sängerbund und im IFCM ist, regelmäßig an nationalen und internationalen Wettbewerben teil.

## Auszeichnungen
- 2. Platz beim Internationalen Chorwettbewerb Marienhöhe in Darmstadt (1995)
- 1. Platz beim Bayerischen Chorwettbewerb (1997 und 2001 und 2005)
- 2. Preis beim Internationalen Chorwettbewerb Llangollen in Wales (2000 und 2007)
- 2. Preis beim Deutschen Chorwettbewerb (2002 und 2006)sowie einen Sonderpreis beim Deutschen Chorwettbewerb (2006)

## CD-Produktionen
- 1990 A CEREMONY OF CAROLS
- 1995 Münchner Frauenchor
- 2000 musica in discantu 1
- 2003 Deutsche und alpenländische Lieder zur Weihnacht
- 2006 Ludwig Thoma „Heilige Nacht“ mit Monika Baumgartner
- 2006 musica in discantu 2
- 2009 musica in discantu 3